# 飯野正子
飯野 正子（いいの まさこ、1944年 - ）は、日本の歴史学者。津田塾大学名誉教授、元学長。学校法人津田塾大学の理事長や文部科学省中央教育審議会（中教審）委員も務めた。専門は日カナダ・日米関係。

## 略歴
大阪府豊中市生まれ。大阪学芸大学附属池田中学校（現：大阪教育大学附属池田中学校）、大阪府立豊中高等学校を経て、1966年に津田塾大学学芸学部英文学科を卒業。フルブライト奨学生として1968年にシラキュース大学大学院歴史学専攻修士課程を修了。
1981年津田塾大学助教授、1991年教授（～2013年）。2004年学長（～2012年）。この間、マギル大学客員助教授、アカディア大学客員教授。2012年学校法人津田塾大学の理事長。2013年名誉教授、三菱財団理事となる。

## 人物
フルブライト奨学生として留学中にアメリカ史を専攻。当時、アメリカ史は「政治を中心とした歴史から『社会史』に注目が移りつつあった時代」で、日系移民についても研究。帰国後、津田塾で講義をしながら、日系アメリカ人についての研究を進め、1980年代から1990年代にカリフォルニア州で日系1世、2世から聞き取り調査。カナダの日系カナダ人の歴史などを比較してきた。
2005年（平成17年）2月から中央教育審議会（中教審）委員を、ノーベル化学賞受賞者の野依良治、音楽評論家の湯川れい子、国際政治学者の猪口邦子とともに務めた。この時の会長は鳥居泰彦で、文部科学大臣は中山成彬。
そのほか、ブリンマー大学招聘教授や日本私立大学連盟の常務理事、公益財団法人日米教育交流振興財団（フルブライト記念財団）の理事、一般財団法人放送番組国際交流センターの評議員、公益財団法人三菱財団の理事、一般社団法人津田塾大学同窓会の会長、キッコーマン株式会社の社外取締役などを歴任した。
また、1997年に著書『日系カナダ人の歴史』でカナダ首相出版賞受賞。2001年国際カナダ研究カナダ総督賞を受賞。2019年（令和元年）秋の叙勲で瑞宝中綬章を受章している。

## 著書
- 『日系カナダ人の歴史』（東京大学出版会） 1997年
- 『もう一つの日米関係史 紛争と協調のなかの日系アメリカ人』（有斐閣） 2000年

### 共編著
- 『エスニック・アメリカ 多民族国家における同化の現実』（明石紀雄・田中真砂子共著、有斐閣選書） 1984年
- 『引き裂かれた忠誠心 第二次世界大戦中のカナダ人と日本人』（パトリシア・E・ロイ, 高村宏子, ジャック・L・グラナスティン共著、ミネルヴァ書房） 1994年
- 『エスニック・アメリカ 新版 多民族国家における統合の現実』（明石紀雄共著、有斐閣選書） 1997年
- 『アメリカ合衆国とは何か 歴史と現在』（高村宏子, 粂井輝子共編、雄山閣出版） 1999年
- 『津田梅子を支えた人びと』（亀田帛子, 高橋裕子共編、津田塾大学） 2000年
- 『カナダを知るための60章』（綾部恒雄共編著、明石書店、エリア・スタディーズ） 2003年
- 『現代カナダを知るための57章』（竹中豊共編著、明石書店、エリア・スタディーズ） 2010年
- 『エスニック・アメリカ 第3版 多文化社会における共生の模索』（明石紀雄共著 有斐閣選書） 2011年
- 『カナダを旅する37章』（竹中豊共編著、明石書店、エリア・スタディーズ） 2012年

## 翻訳
- 『120%の忠誠 日系二世・この勇気ある人びとの記録』（ビル・ホソカワ、猿谷要監修、共訳、有斐閣選書R） 1984年
- 『我ら見しままに 万延元年遣米使節の旅路』（マサオ・ミヨシ、佳知晃子監訳、高村宏子, 篠田左多江, 今井輝子共訳、平凡社） 1984年
- 『人種のるつぼを越えて 多民族社会アメリカ』（ネイサン・グレイザー, ダニエル・P・モイニハン、阿部斉共訳、南雲堂） 1986年
- 『アメリカ史のサイクル、1 外交問題と国益』（アーサー・M・シュレシンジャー・Jr.、パーソナルメディア） 1988年
- 『甦れ独立宣言 アメリカ理想主義の検証』（ハワード・ジン、高村宏子共訳、人文書院） 1993年
- 『祖国のために死ぬ自由 徴兵拒否の日系アメリカ人たち』（エリック・L・ミューラー監訳、刀水書房、刀水歴史全書） 2004年